# Феміністична біологія
Феміністична біологія — це підхід до біології, зосереджений на дослідженні впливу гендерних цінностей, усуненні гендерних упереджень і розумінні загальної ролі соціальних цінностей у біологічних дослідженнях і практиці.  Феміністична біологія була заснована, серед інших, нейрофізіологинею Рут Блієр з Університету Вісконсін-Медісон, авторкою книги «Наука і гендер: критика біології та її теорій щодо жінок» (1984). Ця книга надихнула університет на створення стипендії для феміністської біології. Мета цього напрямку біології - покращити біологію шляхом включення феміністської критики до різних питань: від механізмів клітинної біології та статевого вибору до оцінки значення таких слів, як «гендер» і «стать». Загалом, феміністська біологія має широке визначення та стосується філософії як з біологічної, так і феміністської практики. Через це є внутрішній конфлікт у феміністській біології, особливо щодо біологічного детермінізму, згідно з яким описові статеві терміни чоловічої та жіночої статі внутрішньо обмежені, або крайнього постмодернізму, згідно з яким тіло розглядається переважно як соціальна конструкція. Незважаючи на різні погляди від детерміністів до постмодерністів, біологи, феміністки та біологи-феміністки різних поглядів згодні щодо користі застосування феміністської ідеології у біологічній практиці та процедурах.
Донна Дж. Гаравей, біологиня і приматологиня з Каліфорнійського університету, у своїй книзі, опублікованій у 1989 році, критикувала упередження чоловіків щодо вивчення ними еволюції та культури людини через приматологію, зазначивши явну відсутність їх уваги до самок приматів. Вона зробила визначний внесок у відкриття поведінки в групах приматів під час вибору партнера та взаємодій між самками, Ці результати були отримані під час спостереження за самками приматів.
Так само феміністські клітинні біологи з групи "The Biology and Gender Study Group" критикували андроцентризм у вивченні поведінки між статями та «подивилися на феміністичну критику так само, як [вони] на будь-який експериментальний контроль». У цій цитаті вони підкреслюють загальну тенденцію «активного» біологічного опису, пов’язаного зі сперматозоїдом, і «пасивного» опису яйцеклітини. Вони порівнюють такий опис із архетипічним героєм, який стикається з багатьма викликами, перш ніж знайти свій статичний, жіночий дім. Група критикувала стиль викладання інформації у підручниках з біології, заявивши, що активніші та пов'язані з ризиком риси яйцеклітини (такі як її власне виживання після загибелі 2 мільйонів ооцитів ) замовчуються заради шаблонної розповіді.
Енн Фаусто-Стерлінг, американська професорка біології та ґендерних досліджень Браунського університету оцінює складність визначення статі через дихотомічну призму в своїх різноманітних публікаціях, таких як книга "Sexing the Body: Gender Politics and the Construction of Sexuality", а також у статті з назвою «П'ять статей: чому чоловіка і жінки недостатньо». Вона розглядає питання про існування інтерсексуальних осіб і відсутність їх визнання в контексті дихотомічного світу статей, зокрема, медичними працівниками та хірургами, які розуміють інтерсексуальну анатомію настільки, наскільки можуть хірургічним шляхом змінити його на одну зі статей. Вона заявляє: «За іронією долі,  витонченіші знання про складність статевих систем призвели до придушення такої заплутаності». Е. Фаусто-Стерлінг закликає до переоцінки поняття "невідкладне медичне втручання", тому що вважає, що соціальна стигма мала суттєвий вплив на стандартну медичну процедуру. Така зміна поглядів може допомогти відкрити нові напрямки розвитку науки.

## Мотивація
Існують різноманітні мотивації для захисту феміністської біології. Однією з них є боротьба з ґендерними упередженнями в науці шляхом визначення об’єктивнішої наукової істини з культурнообумовлених практик. Багато людей згодні, що поява та розвиток сучасної науки включало в себе домінування над  жіночим світом та виключення жінок. Згідно редукціонізму, наприклад, всі матерії у Всесвіті влаштовані ієрархічно, а причинно-наслідкові зв’язоки виникають лише на нижчих рівнях цієї ієрархії. Між редуктивною механістичною наукою та біологічним детермінізмом існує тісний зв’язок, тому біологічні причини вважаються єдиними або найважливішими причинами «жіночої» поведінки. Цей зв'язок зумовлений редуктивним припущенням, що причинний зв'язок діє у висхідному напрямку від нижчих рівнів організації до вищих рівнів організації. Багато біологів-феміністів зосереджуються на розвіюванні таких стигматичних упереджень, які впливові особи визнали науково правдивими.

## Протиріччя
Тривають дебати щодо доцільності включення феміністичної критики в науку, особливо в біологію. Існує думка, що феміністична біологія є формою політизації науки, що ставить під сумнів легітимність феміністської біології в цілому. Крім того, навіть серед феміністів точаться дискусії щодо поглядів на існування біологічних статевих відмінностей. Деякі акцентують важливість прийняття біологічних статевих відмінностей для досягнення гендерної рівності, тоді як інші стверджують, що статеві відмінності надмірно виокремлюються в суспільстві, сприяючи гендерним стереотипам. Філософиня, Карла Фер, пропонує провести дослідження у галузі геноміки у зв’язку зі статтю  для майбутнього феміністичної філософії в галузі біології.